# ドールアイ

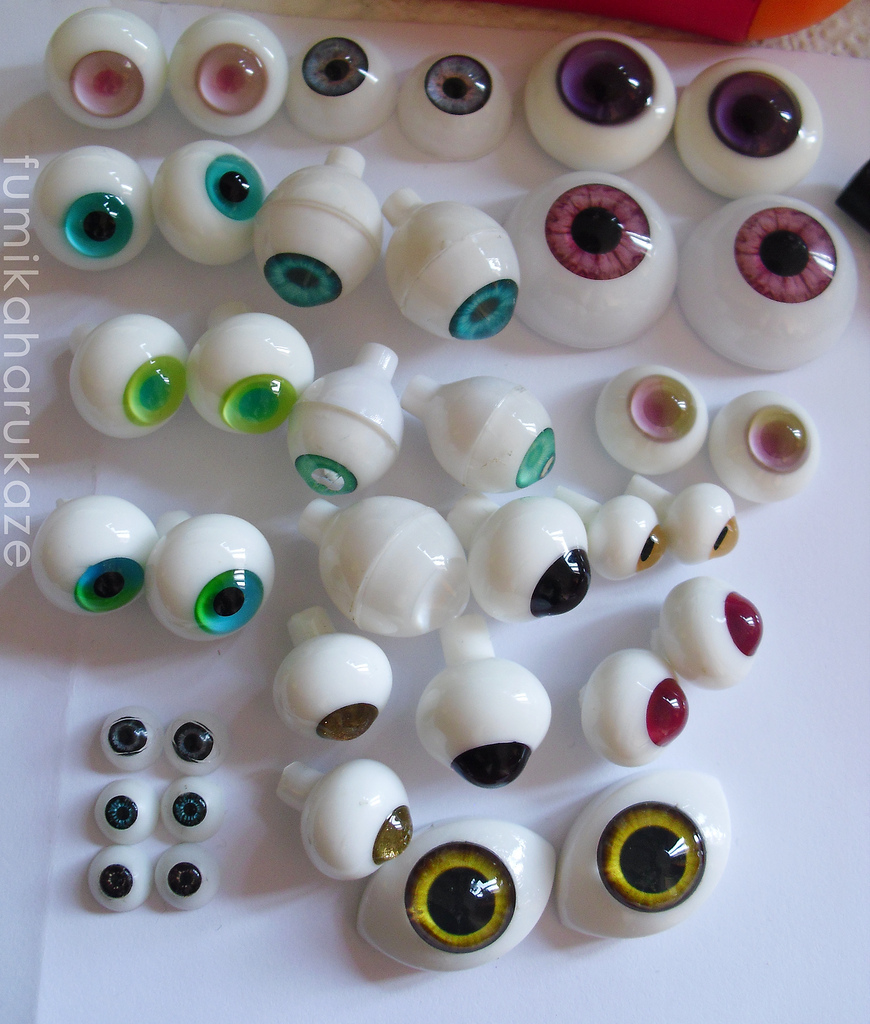
市販のドールアイ。写真中もっとも大きいもので24mmサイズ。

ドールアイは人形に使用する義眼のことである。マシンメイドのものと、職人のハンドメイドのものがある。
人形の顔の目にあたる部分に穴（アイホールと呼ばれる）を開け、裏側からとめ付けて利用するのが一般的である。直径のmm（ミリ）単位でサイズ分けされており、素材や生産元などごとに様々な種類がある。

## ドールアイの種類（素材別）

### グラスアイ
ガラスを素材としたドールアイのこと。他の素材と比較すると、人形の目に光が入りやすい。
ペーパーウェイトタイプの「HGグラスアイ」がスーパードルフィーとともに普及したことを切っ掛けに、近年かなり一般的になった。
- ペーパーウェイトタイプは、ガラスの塊が土台となっており、黒目の部分に奥行きを作ることができる。
- ブロウタイプは、吹きガラスによって作られるため、中身が空洞になっている。
- オーバルタイプは、平たい半円形のラグビーボールのような形をしている。

### シリコンアイ
シリコンを素材としたドールアイのこと。ガラスのものよりもデザインに自由がききやすいため、変わったデザインのものやオーダーメイドデザインのものが数多く作られている。
素材がデリケートであるため、ほこりがつきやすく、専用の接着剤を用いる必要があるなど扱いには注意が必要である。

### アクリルアイ
アクリルを素材としたドールアイのこと。最も安価で大量生産しやすいため、手に入りやすい。ユザワヤ、東急ハンズなどでも販売されている。また、他の素材と比べて非常に扱いやすい。
ボークスは、アニメ風のアクリルアイとして「アニメティックアイズ」（1/3サイズ人形用）、「アニメちっくアイ」（1/6サイズ人形用）を製造している。

### レジンアイ
レジンを素材の一部に利用したドールアイのこと。他の素材と比べると経年劣化が起こりやすいが、個人での製作環境を用意しやすいため、個人製作者が増えている。その作り方や構造は様々で、レジンを全面使用したもの、芯に別の素材を用いるもの、瞳部分の模様を紙に印刷するものなど多くの種類がある。

## ドールアイの種類（商品名別）

### グラスアイの商品名
個人作成のものは除く。
造形村アイ
ボークスがSD用に販売しているハンドメイド、ペーパーウェイトタイプのグラスアイ。村アイと略される。
独特の中間色や追視性の高さで人気があるが、一人の製作者が販売分を全て製造しているので入荷数にむらがあり、現在ではフルチョイスと呼ばれるオーダー商品用にのみ生産されている状態である。
「造形村」とは京都にあるボークスグループの製品製造会社の名称であるが、造形村アイ自体は別の製作所で生産されている。
HGアイ
マシンメイド、ペーパーウェイトタイプのグラスアイ。色、形共にEGアイに類似している。名前は「ハイグレードグラスアイ」の略称からきているという説がある。
EGアイ
マシンメイド、ペーパーウェイトタイプのグラスアイ。外国製で色、形共にHGアイに類似している。
「ボークスがEGアイに販売用につけた名称がHGアイ」という説、「EGアイはHGアイの規格外品」という説もある。
カニスアイ
ドイツのカニス社が製作販売している、ハンドメイド、ブロウタイプのグラスアイ。
roundタイプという丸い形のもの、pinchedタイプという平たい形のものがある。
ブリュアイ (Paperweight- Bru eyes)
カニス社のアイの中でペーパーウェイトタイプのグラスアイ。ドームが高いのが特徴で、アイの裏側にはガラスか樹脂の棒が付いている。6mm ～34mmでカラーは6色。こちらもroundタイプとpinchedタイプがある。

### シリコンアイの商品名
ソフトグラス　シリコンアイ (Soft "Glass" Silicone Eyes)
マスターピースアイ社製（アメリカ）のハンドメイドのシリコンアイ。標準色は40種以上あり、基本的には複数の色を使って複雑な虹彩表現がしてある。標準色の他にもカスタムカラーやメタリックなカラーなどがあり、白目のカラーも数種類ある。

### アクリルアイの商品名
ビスクアイ
スズセイが製造している国産品。グラスチック・リアリスチックの2種類がある。
ドルフィーアニメティックアイズ
ボークスが販売している、アニメ風の目を印刷したアイ。AタイプからGタイプまで存在するが、通常とメタリックの2種類がセット販売されていたDタイプまでは販売中止となったため、現在はE、F、Gの3タイプのみ購入可能である。また、ドルフィードリームの限定商品には、それぞれ固有のアニメティックアイが付属している。

### レジンアイの商品名
E-D Eyes (Enchanted Doll Eyes)
Enchanted Doll社製（韓国）のハンドメイドのレジンアイ。写真写りがよく、グラスアイにも劣らない質を保っていることから、韓国のドールカスタマーに愛用されている。

## 用語
アイホール
ドールアイを付けるために、人形の頭の目の部分にあける穴のこと。
アイサイザー
球体に棒が刺さった形状をしている道具。アイホールに裏側からあてて使う。アイホールのサイズを測るための道具を指す。しかし、最近ではアイベベラーをアイサイザーという名前で売っているところがある為、本来のアイサイザーが欲しい場合は、説明をよく読んでどちらなのかを判断する事。
アイベベラー(Eye Beveler)
やすり状の球体に棒が刺さった形状をしている道具。アイホールに裏側からあてて使う。はめたいアイのサイズになるように削るための道具。アイホールのサイズを測る事にも使える。場所によっては、アイサイザーという名前で売っている。
追い目（おいめ）、追視（ついし）
ドールアイを角度を変えて見ても視線が追ってくるように感じられる状態。グラスアイで主に見られる現象。好き嫌いが分かれる。
瞳パテ
ボークスが販売している、ドールアイを固定するための非硬化パテ。ホワイトとフェアの二種類。